# Actinodaphne rumphii
Actinodaphne rumphii är en lagerväxtart som beskrevs av Carl Ludwig von Blume. Actinodaphne rumphii ingår i släktet Actinodaphne och familjen lagerväxter. Inga underarter finns listade i Catalogue of Life.